# Polydesmus effulgens
Polydesmus effulgens är en mångfotingart som beskrevs av Karsch 1881. Polydesmus effulgens ingår i släktet Polydesmus och familjen plattdubbelfotingar. Inga underarter finns listade i Catalogue of Life.